# 科進路
科進路（英語：Fo Chun Road）位於大埔區白石角，北接創新路，向東南方伸延至近白石角海濱長廊為止，長約840米，雙向行車。
科進路是白石角住宅項目天賦海灣及逸瓏灣的必經之路；北接創新路處為香港墨爾文國際學校所在；中段設有一大型迴旋處，該處連接科城路及博研路。

## 歷史
此道路於2005年12月21日初次刊憲命名，當時名為科景路（Fo King Road），只有480米長，2008年2月1日伸延365米。然而，「科景路」的發音被指近似英文粗口，故地政總署於2010年12月24日宣布改為現稱。
科進路南端曾設有一公共運輸交匯處，建於2008年，內有坑狀專綫小巴總站及的士站，惟小巴站從未有路線使用。其後，該站被改劃為住宅地皮，並於2014年2月26日停用，同年11月初由億京發展投得，即今日的海日灣。

## 使用情況
專綫小巴27A線往白石角方向會由創新路順時針駛入科進路，於迴旋處轉入科城路；28S線由白石角開出亦使用類似走線，順時針沿科進路接迴旋處往博研路。兩線回程取相反走線；在天賦海灣各期外設有中途站。
居民巴士NR531、NR534及NR535線由天賦海灣或逸瓏灣出發，會經科進路駛至迴旋處，轉入科城路往目的地；而NR530線各支線均使用科進路北面路口前往創新路及大埔墟。
九龍巴士272A線由2017年2月6日起，由白石角回程時經科城路進入科進路迴旋處，停設於迴旋處的「逸瓏灣」分站後返回科城路往創新路。